# Conflit éthio-somalien
Le conflit éthio-somalien est une guerre territoriale et politique, opposant l’Éthiopie, la Somalie et divers mouvements insurgés gravitant autour des régions disputées.
Né au XIVe siècle, le conflit contemporain tire ses origines des velléités expansionnistes de l’Empire éthiopien dans la contrée de l’Ogaden, territoire peuplé par les Somaliens, au début du XIXe siècle. L’antagonisme, déjà latent, s’envenima davantage lorsque les régions de l’Ogaden et du Haud furent cédées à l’Éthiopie par la Grande-Bretagne dans l’immédiat après la Seconde Guerre mondiale, à l’aube de la seconde moitié du XXe siècle. Les décennies subséquentes virent émerger, chez les Somaliens, une aspiration inextinguible à l’autodétermination et à la formation d’une Grande Somalie, un projet irrédentiste qui se concrétisa par une kyrielle d’insurrections et plusieurs conflits armés. Toutefois, la guerre civile qui éclata en Somalie et l’écroulement de la République démocratique somalienne en 1991 plongèrent le pays dans un chaos anarchique, dénué d’autorité centrale fonctionnelle. Cette déliquescence politique conféra à l’Éthiopie un avantage décisif, tant militaire qu’économique, face à son voisin méridional exsangue.

## Contexte
Aux XIVe et XVe siècles, les souverains chrétiens de l’Abyssinie, établis dans les hautes terres éthiopiennes, portèrent une attention grandissante aux contrées côtières où l’Islam, en pleine efflorescence, s'était solidement enraciné. Leur intérêt se concentra principalement sur la région correspondant à l’actuel septentrion somalien, habitée par des populations musulmanes somaliennes et d'autres groupes ethniques, et ce, dans une visée stratégique autant que prosélyte. L’Empire éthiopien nourrissait une double ambition : d’une part, atteindre les rivages de la mer pour accéder aux voies maritimes, et d’autre part, soustraire aux mains musulmanes des routes commerciales essentielles, telles celles qui convergeaient vers les ports de Zeilah. Ces visées étaient animées par des motifs tant spirituels qu’économiques, le rapide essor de l’islam dans cette région étant perçu comme une menace pressante pour la pérennité du royaume abyssin. Durant plusieurs décennies, les hauts plateaux abyssins virent partir des expéditions militaires répétées en direction du sud-est, traversant des contrées inhospitalières afin d’assouvir ces desseins. Ces entreprises, bien que parfois infructueuses, finirent néanmoins par susciter une résistance collective parmi les populations locales, renforçant, par contrecoup, l'unité des Somalis et des autres nationalités musulmanes riveraines. Ainsi, les incursions abyssiniennes, loin de se borner à une simple lutte pour la domination territoriale ou religieuse, contribuèrent indirectement à la consolidation identitaire et politique de leurs adversaires.
Avant que l'attaque abyssinienne ne fût lancée contre le sultanat d'Ifat, lequel dominait alors la route commerciale de Zeilah, les populations musulmanes et chrétiennes de la Corne avaient largement vécu en harmonie pacifique depuis l'implantation de l'islam dans cette région. Cette cohabitation tranquille reposait en partie sur le profond respect qu'éprouvaient les musulmans envers le Najashi, souverain abyssin du royaume d'Aksoum, qui avait offert asile à certains des premiers compagnons du Prophète fuyant les persécutions. Toutefois, le conflit entre Abyssins et Somalis, qui allait définir l’histoire de la région, débuta véritablement en 1328, lorsque les troupes abyssiniennes, sous le commandement d'Amda Seyon, envahirent Ifat. Bien que les coalitions musulmanes aient obtenu quelques victoires initiales, des querelles internes et des divisions au sein de leurs rangs entraînèrent leur défaite. Ce fut sous le règne du fils d'Amda Seyon, Saïfa-Arad, que les musulmans se rassemblèrent autour du sultanat d'Adal et entreprirent des contre-offensives déterminées. 

### Années 1500
Au cours du XVIe siècle, à mesure que l'intensification et l'étendue des incursions abyssines prenaient de l'ampleur, les contrées somaliennes furent de plus en plus fréquemment soumises à des pillages et des ravages. Selon les propos du professeur Richard Greenfield, « En fin de compte, le peuple somalien, accablé, entreprit une riposte. » En 1529, en réponse à l'augmentation des raids éthiopiens sur la frontière adalite, qui résultaient d'une crise de succession, l'illustre imam Ahmed ibn Ibrahim Al-Ghazi (plus couramment désigné sous le nom d'Ahmad Gurey ou Gragn), dirigeant de l'État d'Adal, lança une expédition visant à abolir la suprématie abyssinienne sur les territoires musulmans et à éliminer la menace que représentait l'Empire éthiopien, en substituant à leur domination un contrôle musulman. 

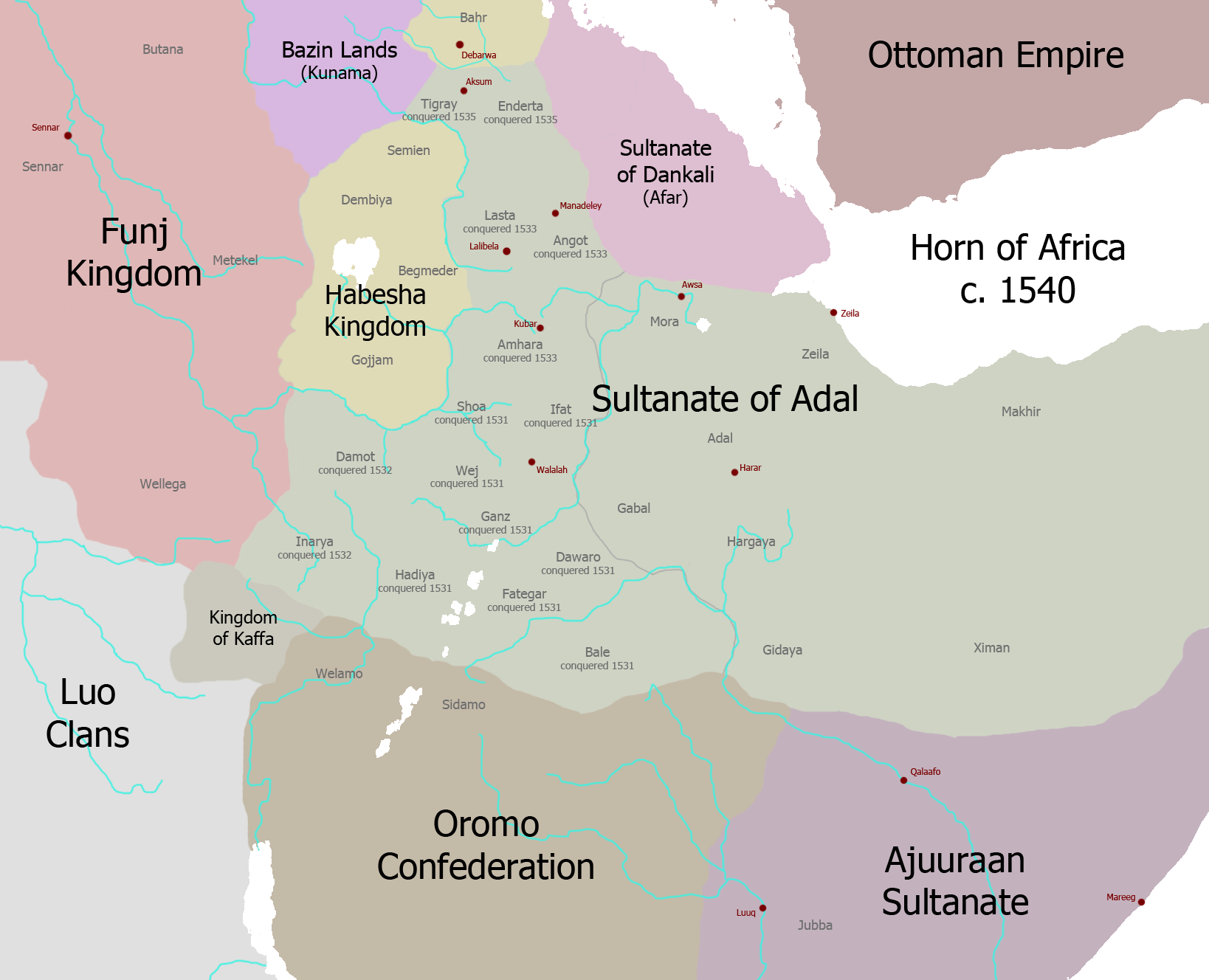
Conquêtes d'Ahmed Gurey c. 1535

Les premières années de la campagne d'Ahmad furent marquées par des victoires éclatantes ; ses troupes défirent l'empereur éthiopien David II et, en 1533, l'ensemble des émirats musulmans furent affranchis du joug chrétien. Les armées somaliennes, sous la conduite de l'imam Ahmed, traversèrent la vallée du Grand Rift et pénétrèrent les hauts plateaux éthiopiens. En l'espace de deux années, Ahmad avait conquis l'essentiel de l'Éthiopie, établissant un empire allant des montagnes jusqu'au cap Guardafui, sur la côte somalienne. Cependant, avec l'intervention de puissances étrangères, le conflit entra dans une phase de stagnation, chaque camp voyant ses ressources et ses effectifs s'amenuiser. Cette impasse mena à un rétrécissement des deux pouvoirs, modifiant profondément les rapports régionaux pour des siècles à venir. Nombreux sont les historiens qui attribuent à cette guerre l'origine des tensions modernes entre la Somalie et l'Éthiopie. L'historien Haggai Erlich a forgé l'expression « syndrome d'Ahmed Gragn » pour qualifier les angoisses et les craintes tenaces des Éthiopiens vis-à-vis de l'islam, issues des ravages engendrés par cette guerre. Selon Erlich, une grande partie des Éthiopiens considère les Somaliens comme les descendants d'Ahmed Gragn, les percevant comme des éléments perpétuellement prêts à déstabiliser l'Éthiopie. Cet héritage durable serait, selon certains, une cause déterminante de l'invasion éthiopienne de la Somalie au cours des années 2000. En revanche, pour les Somaliens, l'imam Ahmad est généralement perçu comme une figure héroïque, inspirant de nombreux nationalistes somaliens dans leur lutte pour l'indépendance et l'unité. 
Bien que les querelles territoriales entre les Éthiopiens et les Somalis se soient poursuivies durant les XVe et XVIe siècles, ces dernières tendirent à se résorber au cours du XVIIe siècle. Toutefois, elles ressurgirent dans toute leur intensité à l’issue du XIXe siècle, à la suite des ambitions expansionnistes de l’empereur Ménélik.

## Invasions de Ménélik (1890-1905)
Il n'existe aucune preuve tangible que l'Éthiopie ait jamais exercé un contrôle sur un territoire peuplé de Somalis avant l'expansion de l'empereur Ménélik II vers le sud et le sud-est à la fin du XIXe siècle. Les sources historiques, qui témoignent d'une relative indépendance, s'accordent unanimement à dire qu'avant l'irruption éthiopienne dans les régions de l'Ogaden et du Hararghe, à la fin des années 1880, les clans somaliens jouissaient d'une liberté de mouvement et échappaient au joug éthiopien, ainsi qu'à l'autorité du royaume de Choa. L'expansion de l'Empire éthiopien sous Ménélik II a coïncidé avec l'irruption des puissances coloniales européennes dans la Corne de l'Afrique. Au cours de cette période, l'Éthiopie se procura des armes à feu en grande quantité, principalement auprès des puissances européennes. Cette afflux d'armements bouleversa en profondeur l'équilibre des forces entre les Somaliens et l'Empire éthiopien, car les puissances coloniales, par le biais de l'acte de la Conférence de Bruxelles de 1890, interdirent l'approvisionnement des Somalis en armes à feu. Avant l'émergence du mouvement anticolonial des derviches au début du XXe siècle, les Somaliens disposaient d'un accès fort restreint aux armes à feu. En effet, la domination coloniale européenne, par la mise en place de telles restrictions, les privait de moyens de défense contre l'armement croissant de leurs voisins éthiopiens. Ainsi, lorsque les puissances coloniales s'imposèrent dans la région, un embargo sur les armes fut décrété contre les populations somaliennes, ce qui précipita l'inégale confrontation avec les forces éthiopiennes qui, armées par les Européens, se lancèrent dans une offensive en territoire somalien, notamment par les ports de Djibouti et de Massaoua. 
En 1887, Ménélik II s'empara de la ville de Harar, un événement qui marqua, quatre années plus tard, la proclamation d'un ambitieux programme d'expansion et de colonialisme. En 1891, il annonça à l'Europe un dessein d'envergure, amorçant ainsi une incursion hésitante mais violente dans la région de l'Ogaden. Au cours de la première phase de cette pénétration éthiopienne, les troupes de Ménélik, issues de la ville récemment conquise de Harar, lancèrent des raids incessants qui semaient la terreur parmi les populations locales. Meurtres et pillages furent fréquents, et les soldats revenaient sans cesse à leurs bases, chargés de butins, principalement du bétail volé. Entre 1890 et 1900, ces incursions récurrentes eurent un impact dévastateur sur la région. La disproportion flagrante des forces en présence laissa les Somaliens dans une situation de grande vulnérabilité face aux attaques. Ainsi, en 1893, le comte de Rosebery, ministre britannique des Affaires étrangères, observa que le gouvernement de Sa Majesté « ne saurait, en toute équité, priver les tribus somaliennes sous notre protection d'un approvisionnement limité en armes, lequel pourrait leur permettre de se défendre contre les bandes de pillards abyssiniens ». De son côté, l'Éthiopie revendiquait les territoires occupés par les Somalis comme des « régions traditionnellement liées à l'Abyssinie », mais fut repoussée par les puissances coloniales, à savoir les Britanniques et les Italiens. En réaction à la menace grandissante des ambitions expansionnistes de Ménélik, plusieurs clans somaliens, qui formeront plus tard le Somaliland britannique, se soumirent à la protection britannique. 
L'usage d'Harar, récemment conquis, comme base stratégique, donna lieu à des expéditions militaires menées par les Éthiopiens dans le but de réclamer un tribut aux populations somaliennes et Oromos du sud. Dès le milieu des années 1890, ces incursions commencèrent à pénétrer profondément dans les terres somaliennes, atteignant en 1896 la ville de Luuq. Une rumeur, largement répandue dans la région de Banaadir, notamment à Mogadiscio et ses alentours, faisait état de l'intention des envahisseurs de se diriger vers la côte de l'océan Indien. La « menace éthiopienne », perçue de manière prégnante, incita Antonio Cecchi, fervent défenseur de l'expansion coloniale italienne, à rechercher une alliance avec les Somaliens du sud. Cependant, ses tentatives se soldèrent par un échec cuisant, ses troupes étant assiégées et anéanties à Lafoole. Tandis que les précédentes incursions éthiopiennes n'avaient guère perturbé que le commerce, les invasions plus structurées et mieux armées menées sous l'égide de l'empereur Ménélik II, à l'époque de la colonisation, engendrèrent un profond malaise parmi les Somaliens, s'étendant jusqu'à la côte de Banaadir. Une force de plusieurs milliers de cavaliers éthiopiens, munis de fusils, s'avança jusqu'à la vallée de Chébéli, à proximité de Balad, à une journée de marche de Mogadiscio, durant le printemps 1905. Plusieurs clans de la région engagèrent des affrontements avec les troupes d'invasion. Les vers de la poésie somalienne relatant cet événement notèrent que, bien que de nombreuses vies aient été fauchées par les Éthiopiens lourdement armés, des combattants musulmans, issus de divers clans, affrontèrent et repoussèrent l'envahisseur à Yaaqle. Les écrits somaliens contemporains suggèrent que les Éthiopiens furent perçus, à leurs débuts, comme une menace bien plus pressante que les Italiens, qui, à cette époque, n'avaient qu'un contrôle limité sur quelques enclaves côtières. 

### Traités frontaliers et transferts de terres
En 1897, les empires britannique et éthiopien conclurent le traité anglo-éthiopien, dans le but d'assurer la neutralité de l'empereur Ménélik II, alors que la révolte mahdiste secouait le Soudan. Afin de garantir cette neutralité, les Britanniques procédèrent au transfert de vastes étendues de terres, situées dans le cadre du protectorat britannique de la Somalie, vers l’Éthiopie. Toutefois, aucun représentant somalien ne fut impliqué dans la négociation de cet accord, et son existence leur fut dissimulée. En grande partie en raison de l'absence de présence militaire éthiopienne significative dans la région, les Somaliens demeurèrent en grande partie ignorants du changement de statut de ces territoires. L'année précédente, un autre traité, signé entre l’Éthiopie et la Somalie italienne dans le sud, avait pour but de délimiter une frontière entre les deux entités. Là encore, les Somaliens n'avaient pas été consultés et les termes de l’accord demeuraient inconnus. Au siècle suivant, la revendication éthiopienne sur l'Ogaden reposait en grande partie sur le traité anglo-éthiopien de 1897. Toutefois, l’administration éthiopienne de l’Ogaden, d’une nature rudimentaire, se révéla être inefficace. Les tentatives de levées fiscales sporadiques dans la région échouèrent fréquemment, et les autorités et forces militaires éthiopiennes ne résidaient, pour l’essentiel, qu’à Harar et à Djidjiga.

## Conflits contemporains (1934-1991)
Dans les années précédant la seconde guerre italo-éthiopienne en 1935, l’emprise de l’Éthiopie sur l’Ogaden demeura précaire. Les tentatives de taxation de la région furent abandonnées à la suite du massacre de 150 soldats éthiopiens en janvier 1915. En raison de l'hostilité manifeste des populations locales, l'Éthiopie n'y exerça qu'une présence quasi inexistante jusqu'à l’aboutissement de la commission frontalière anglo-éthiopienne en 1934 et l’incident de Welwel en 1935. Ce n'est qu'en 1934, lorsque la commission anglo-éthiopienne chercha à délimiter la frontière, que les Somaliens transférés dans l'Empire éthiopien prirent pleinement conscience des événements qui se déroulaient. Cette longue période de méconnaissance du transfert de leurs territoires fut rendue possible par l’absence de toute forme d’administration effective, ou même de simples apparences de contrôle, sur les Somalis, leur signifiant ainsi, implicitement, leur annexion à l’Éthiopie. 
En 1941, la Royal Air Force britannique, dans le cadre de ses opérations aériennes sur les terres occupées par l'Italie, fit larguer des prospectus au nom de l'empereur Haïlé Sélassié Ier. Ces écrits, porteurs d'un message solennel, réaffirmaient la revendication de l'empereur sur la grande cité portuaire de Mogadiscio et les contrées environnantes, désignées sous le nom de région de Banaadir. L'écrit proclamait : « Je suis venu restaurer l'indépendance de notre nation, comprenant l'Érythrée et le Benadir, dont les habitants vivront désormais sous l'ombre bienveillante du drapeau éthiopien. » 

### Après la Seconde Guerre mondiale
Après que l'Italie eut perdu, lors de la Seconde Guerre mondiale, le contrôle de la Somalie italienne et de l'Érythrée, ces régions furent placées sous administration militaire britannique. C'est dans ce contexte que l'empereur éthiopien Haïlé Sélassié Ier manifesta un intérêt marqué pour ces territoires, qu'il considérait comme des « provinces perdues » de son empire. Il revendiqua leur restitution, soutenant que l'ancienne région côtière somalienne de Banaadir, comprenant la ville de Mogadiscio, ainsi que le littoral attenant de l'océan Indien, appartenaient de droit à l'Éthiopie, sur la base d'arguments historiques. À la fin de la Seconde Guerre mondiale, avec la formation des Nations Unies, l'Éthiopie soumit un mémorandum à cette organisation, dans lequel elle faisait valoir que, bien avant l'avènement du colonialisme européen, l'empire éthiopien s'étendait jusqu'à ce littoral de la Somalie italienne. Ce mémorandum, intitulé Sur le retour de l'Érythrée et du Somaliland, énonçait :
« Compte tenu de la misère abjecte des populations érythréenne et somalienne sous l'occupation italienne pendant cinquante ans... Il est fermement affirmé qu'avec la perte de la domination italienne, l'Érythrée et le Somaliland devraient revenir à leur mère patrie. Prévoir un tel retour reviendrait simplement à reconnaître les réalités des liens historiques et autres qui les lient intégralement à l'Éthiopie. » 

### Transfert d'Ogaden et Haud
En 1948, l'autorité militaire britannique, qui exerçait un contrôle sur la contrée de l'Ogaden, peuplée de Somaliens et soumise à sa tutelle depuis la période du conflit mondial, entreprit son retrait progressif. Ce processus, marqué par une transition délicate, donna lieu, entre les mois de mai et de juillet, à un remplacement des administrateurs britanniques par leurs homologues éthiopiens, dans le cadre d'une opération de transfert de pouvoir d'une ampleur notable. 

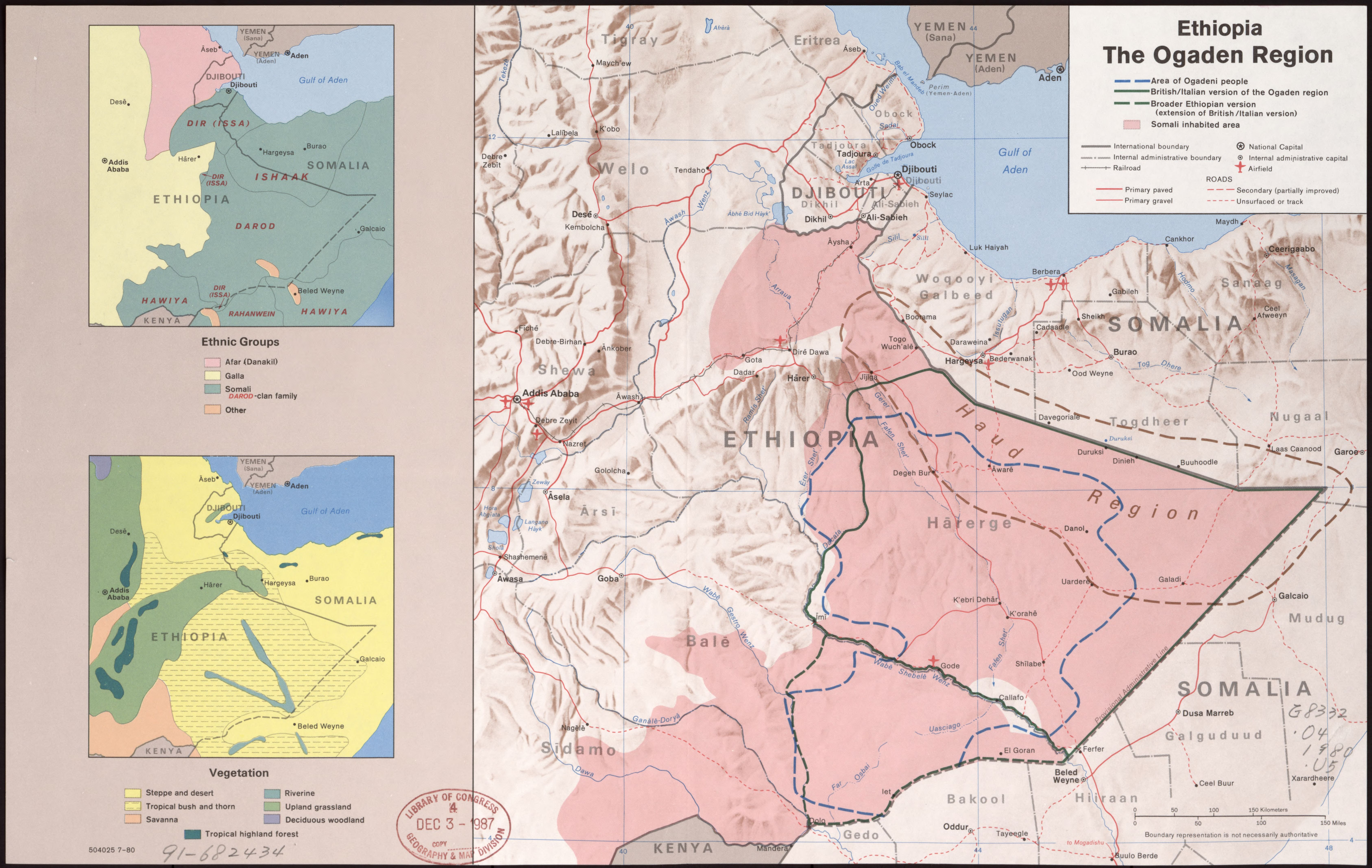
Carte de la région de l'Ogaden avec les terres habitées par les Somaliens ombrées en rouge

Dans la cité de Jijiga, les nouvelles autorités éthiopiennes, après avoir décrété l'illégalité de la Ligue de la jeunesse somalienne (SYL) ainsi que de son emblème, ordonnèrent que le drapeau de cette organisation fût retiré. En dépit de cette injonction, le SYL s'opposa fermement à cette directive, ce qui entraîna, dans un climat de tension, la destruction du drapeau par les tirs d'un véhicule blindé. Cet incident prit une ampleur considérable après le meurtre d'un policier, survenu à la suite d'une grenade lancée depuis le toit du siège du SYL. En réponse, les forces de l'ordre ouvrirent le feu sur les manifestants rassemblés, faisant 25 victimes parmi la foule. À la suite de ces événements, l'administration éthiopienne reprit ses activités à Jijiga, un retour effectif après treize ans d'absence. Ce fut le 23 septembre 1948, avec le retrait des troupes britanniques et la désignation de commissaires de district éthiopiens, que les régions à l'est de Jijiga furent intégrées à la gouvernance éthiopienne pour la première fois dans l’histoire de cette zone. 
Sous l'impulsion de leurs alliés de la Seconde Guerre mondiale et au grand désarroi des Somalis, les Britanniques se résignèrent en 1948 à « restituer » le Haud, une vaste région de pâturages somaliens qui semblait avoir été protégée par les accords conclus entre la Grande-Bretagne et les autorités somaliennes en 1884 et 1886. Cette restitution inclut également la zone de réserve et l'Ogaden, au profit de l'Éthiopie, fondée sur un traité signé en 1897, dans lequel le Royaume-Uni céda ces territoires somaliens à l'empereur éthiopien Menelik II, en échange de son soutien contre les incursions des clans somaliens. Une stipulation du traité accordait toutefois aux habitants somaliens le maintien de leur autonomie locale. Cependant, l'Éthiopie, une fois les territoires cédés, revendiqua immédiatement leur pleine souveraineté. Cette situation provoqua un mécontentement croissant parmi les populations somaliennes, incitant la Grande-Bretagne, en 1956, à tenter de rétablir sa présence sur ces terres somaliennes, mais sans succès. L'injustice ressentie par les Somalis à la suite de la décision de 1948, et la perception de la perte de terres essentielles, alimenta des velléités de réunification du Haud, de la zone de réserve et de l'Ogaden avec les autres territoires de la Grande Somalie. Cette contestation des frontières se traduisit par des affrontements récurrents dans la région disputée : 
- Guerre des frontières de 1964
- Guerre d'Ogaden de 1977-1978
- Guerre frontalière de 1982

## Intervention éthiopienne dans la guerre civile somalienne (1996-2006)
La première incursion des forces éthiopiennes, survenue après l’effondrement du gouvernement central somalien, s’est déroulée au mois d’août 1996. En mars 1999, ces mêmes forces auraient pris d’assaut la ville frontalière somalienne de Balanballe, dans l’intention de traquer les membres du groupe Al-Ittihad al-Islami, qui œuvrait à l’unification de la région orientale éthiopienne de l’Ogaden avec la Somalie. 
En avril de l'an 1999, deux figures éminentes de la politique somalienne, à savoir Ali Mahdi et Hussein Aideed, ont adressé une protestation officielle au Conseil de sécurité des Nations Unies, dénonçant l'incursion de troupes éthiopiennes lourdement armées dans les villes de Beledhawo et de Doollow, survenue le vendredi 9 avril 1999. Ils ont également avancé que ces forces éthiopiennes avaient pris le contrôle des administrations locales et retenu plusieurs fonctionnaires dans ces localités. Au mois de mai suivant, des soldats éthiopiens, en collaboration avec une faction somalienne favorable à l'Éthiopie, se sont emparés de la ville de Luuq, située dans le sud-ouest de la Somalie, à proximité des frontières éthiopienne et kényane. Fin juin 1999, des unités éthiopiennes, soutenues par des véhicules blindés, ont lancé une offensive depuis Luuq, culminant par la prise de Garbahare, localité située dans la région de Gedo, qui était auparavant sous le contrôle du Front national somalien, dirigé par Hussein Aideed. Cette opération semblait avoir pour but de déloger les rebelles éthiopiens opérant depuis le territoire somalien. 

### Conflit entre l'Éthiopie et le gouvernement de transition (2000-2004)
L’Éthiopie, dans un passé non lointain, apporta son soutien à une coalition de seigneurs de guerre dans le but de contrecarrer une tentative de restauration d’un gouvernement en Somalie, au moment de la constitution du Gouvernement national de transition (TNG) sous la présidence d’Abdiqasim Salad Hassan en l'an 2000. Avant de devenir président du Gouvernement fédéral de transition (TFG), soutenu par l'Éthiopie en 2004, Abdullahi Yusuf, un chef de guerre influent, faisait partie de cette coalition. Les autorités éthiopiennes prétendirent alors que les membres du TNG comptaient parmi leurs rangs des éléments issus d'Al-Ittihad Al-Islamiya. Bien que des démarches aient été entreprises, en juin 2001, pour apaiser les relations entre l'Éthiopie et le TNG, celles-ci ne se rétablirent véritablement qu’en 2004, lors de l’accession d'Abdullahi Yusuf à la présidence du gouvernement intérimaire. Ce fut alors que l’Éthiopie modifia sa position et se tourna résolument en faveur de ce gouvernement, en particulier dans son opposition à l'Union des tribunaux islamiques.
Au début des années 2000, l’Éthiopie s’est trouvée impliquée dans le soutien, parfois explicite, parfois indirect, de plusieurs factions somaliennes. Parmi celles-ci se distinguent le Conseil de réconciliation et de restauration de la Somalie (SRRC), dirigé par Muse Sudi Yalahow, le général Mohammed Said Hirsi Morgan, associé au Mouvement patriotique somalien (SPM), Hassan Mohamed Nur Shatigudud et son Armée de résistance Rahanwein (RRA), ainsi qu’Abdullahi Yusuf Ahmed, ancien président du Puntland et ultérieurement président du gouvernement de transition somalien (TNG). En outre, des seigneurs de guerre somaliens, en grand nombre, ont également mené des réunions et forgé des alliances informelles en territoire éthiopien. En février 2003, le Premier ministre éthiopien, Meles Zenawi, reconnut que des troupes de son pays avaient été occasionnellement envoyées en Somalie afin de combattre le groupe islamiste militant Al-Ittihad, un mouvement qu’il affirmait être lié à Al-Qaïda. Il soutint de surcroît que le gouvernement éthiopien possédait des listes de membres d’Al-Ittihad, dont certains seraient membres du gouvernement national de transition et du parlement somalien à l’époque, affirmation que le président du TNG, Abdiqasim Salad Hassan, réfuta catégoriquement. Ce dernier accusa, à son tour, l’Éthiopie de contribuer à la déstabilisation de la Somalie, en interférant dans ses affaires intérieures et en violant l’embargo sur les armes en fournissant des armes aux seigneurs de guerre opposés au gouvernement de transition. Toutefois, l’Éthiopie nia de telles accusations, rejetant toute implication dans les activités déstabilisatrices évoquées.

#### Incursions dans les régions du Puntland et de Gedo
En janvier de l'an 2001, le Premier ministre somalien du Gouvernement de Transition National (TNG), Ali Khalif Galaydh, formula des accusations contre l'Éthiopie, lui reprochant d'armer des factions opposées au pouvoir en place, d'occuper certains districts somaliens et d'accroître sa présence militaire au sein du pays. Il soutint, dans un discours ultérieur, que des troupes éthiopiennes avaient investi des villes situées dans la région du sud-ouest de la Somalie, procédant à l'arrestation et à l'intimidation des ressortissants somaliens. Ces allégations furent formellement démenties par le gouvernement éthiopien. 
Au cours de la crise du Puntland survenue entre 2001 et 2002, les forces éthiopiennes pénétrèrent une nouvelle fois en Somalie. En novembre 2001, Abdullahi Yusuf lança une offensive contre Garowe, soutenu par une contingentation de 700 à 1 000 soldats éthiopiens, dans le but manifeste de contrer l’élection de son adversaire politique, Jama Ali Jama, à la présidence de l’État du Pount. L’intervention éthiopienne se termina par un retrait, survenu dès le lendemain de cet incident. Toutefois, les troupes éthiopiennes revinrent quelques mois plus tard, délogeant Jama et imposant Yusuf au pouvoir en mai 2002. Ce dernier prétendit que ses rivaux politiques jouissaient du soutien d’Al-Ittihad. Les rapports faisant état de la situation, publiés au début de janvier 2002, mentionnaient la présence d’environ 300 soldats éthiopiens à Garowe, capitale du Puntland, tandis que d’autres détachements se déplaçaient dans les régions avoisinantes de Bay et autour de Baidoa. Malgré ces faits, le gouvernement éthiopien démentit la présence de ses troupes en territoire somalien, accusant le gouvernement de transition somalien d’avoir proféré des mensonges à ce sujet. 
En mai 2002, il fut rapporté par la BBC News que les troupes éthiopiennes s’étaient aventurées dans la région de Gedo, afin de prêter main-forte aux milices opposées au gouvernement national de transition. Le 15 mai 2002, de nouveau, des soldats éthiopiens se lancèrent dans une offensive et capturèrent provisoirement la cité frontalière de Beledhawo, en coopération avec le SRRC, après que celle-ci fût tombée aux mains d’une milice ennemie. Durant cette opération, le chef de cette milice rivale, le colonel Abdirizak Issak Bihi, fut appréhendé par les forces éthiopiennes et transféré de l’autre côté de la frontière, vers l’Éthiopie. Le contrôle de la ville fut alors confié au SRRC. 

### Invasion et occupation de la Somalie par l’Éthiopie (2006-2009)
Le gouvernement éthiopien, en 2004, apporta un soutien substantiel à la présidence d'Abdullahi Yusuf ainsi qu'à la formation du Gouvernement fédéral de transition (GFT), sur la base de la promesse que ce dernier renoncerait à la revendication séculaire de la Somalie sur la région de l'Ogaden. L'émergence de l'Union des tribunaux islamiques, dont les progrès inquiétèrent profondément les autorités éthiopiennes, alimenta des craintes concernant une résurgence d’un projet de « Grande Somalie ». Un tel État somalien, fort et indépendant de la tutelle d'Addis-Abeba, était perçu comme une menace sérieuse pour la sécurité de l'Éthiopie. Dans ce contexte, la chaîne de télévision britannique Channel 4 divulgua un document révélant les détails d'une réunion confidentielle tenue entre hauts responsables américains et éthiopiens à Addis-Abeba, six mois avant l’invasion militaire de la Somalie, qui se produisit en décembre 2006. À cette rencontre, à laquelle aucun représentant somalien ne participa, furent envisagés plusieurs scénarios. Le « pire scénario » évoqué fut l'éventualité de la prise de contrôle de la Somalie par l'Union des tribunaux islamiques. Les documents ainsi obtenus révèlent que, pour les États-Unis, cette perspective était jugée inacceptable, et qu'ils apporteraient leur soutien à l’Éthiopie en cas de victoire de l'ICU. Le journaliste Jon Snow rapporta que, lors de cette réunion, le projet d’une invasion éthiopienne de la Somalie, soutenu largement par les États-Unis, avait été élaboré. 
À l’issue de la deuxième année de l’occupation militaire éthiopienne, la majeure partie des territoires conquis sur l’Union des tribunaux islamiques lors de l’invasion de décembre 2006 et janvier 2007 était désormais sous l’emprise de divers mouvements de résistance, qu’ils soient islamistes ou nationalistes. Le 12 janvier 2009, les dernières troupes de l’armée éthiopienne se retirèrent de Mogadiscio, mettant ainsi un terme à deux années d’occupation de la capitale somalienne. L’occupation, cependant, fut globalement infructueuse. À l’heure de ce retrait, le gouvernement de transition fédéral (TFG) ne tenait plus que quelques rues et bâtiments de la ville, tandis que le reste de la capitale était passé sous la domination des factions islamistes, notamment Al-Shabaab. Le départ des forces éthiopiennes priva Al-Shabaab du soutien populaire qu’il avait acquis, notamment au sein des civils somaliens et au-delà des clivages claniques, ce qui en fit une faction de résistance durant la période de l’occupation. Néanmoins, ce retrait intervint trop tardivement pour modifier de manière significative l’évolution d’Al-Shabaab, qui s’était transformé en une force d’opposition redoutée. L’opposition à l’occupation éthiopienne se renforça au sein d’Al-Shabaab, qui entreprit de gouverner un territoire pour la première fois dès l’année 2008. Contrairement à l’objectif visé par l’invasion, qui était de contenir l’activité djihadiste en Somalie, celle-ci eut l’effet inverse en favorisant l’émergence de nouveaux groupes djihadistes dans le pays, en plus de ceux existants. À la date du retrait des troupes éthiopiennes, Al-Shabaab avait considérablement renforcé ses effectifs, passant de quelques centaines de combattants à plusieurs milliers. L’invasion éthiopienne contribua de manière significative à l’expansion de ce groupe, particulièrement auprès de la jeunesse somalienne.
Après l’assassinat d’Aden Hashi Farah, chef du groupe Al-Shabaab, en 2008, cette organisation chercha publiquement à se rapprocher d’Oussama ben Laden dans l’espoir de rejoindre Al-Qaïda. Toutefois, elle fut repoussée par ce dernier. À la suite de sa disparition, Al-Shabaab prêta allégeance à Al-Qaïda en 2012. En 2024, Hassan Mo’allin Mohamoud, ministre de la Justice somalien, déclara que la vague de terrorisme frappant son pays était le « résultat direct » de l’invasion de 2006, un événement qui, selon lui, avait jeté les bases de la déstabilisation actuelle.

## Conflit actuel

### AMISOM/ATMIS et forces éthiopiennes non membres de l’UA (2014-présent)
En 2014, l'Éthiopie se vit intégrée à la Mission de l'Union africaine en Somalie (AMISOM), laquelle, depuis lors, se transforma en la Mission de transition de l'Union africaine en Somalie. À l'instant où l'Éthiopie adhéra à cette force de maintien de la paix, le porte-parole de l'AMISOM, M. Ali Aden Humad, précisa que la situation présente se distinguait de celle de 2006, soulignant que cette fois-ci, l'Éthiopie se devait de se conformer scrupuleusement aux règles d'engagement édictées. 

### Montée des tensions entre l’Éthiopie et la Somalie (de 2023 à aujourd’hui)
En janvier de l’an 2024, le Premier ministre de l’Éthiopie, Abiy Ahmed, consigna son approbation à un pacte conclu avec la région dissidente du Somaliland, accordant sa reconnaissance en tant qu’État souverain, en contrepartie de l’établissement d’une base navale et commerciale s’étendant sur une longueur de vingt kilomètres le long de la côte septentrionale de la Somalie. L’intellectuel kenyan Peter Kagwanja nota que les autorités somaliennes, en particulier celles responsables de la sécurité à Mogadiscio, s’inquiétaient croissantes d’une menace de guerre éclair, semblable à l’invasion éthiopienne de 2006. Cet état de choses amena le gouvernement somalien à solliciter l’assistance militaire de l’Égypte et de la Turquie. En avril de la même année, le gouvernement somalien expulsa l’ambassadeur éthiopien, l’accusant d’ingérence dans les affaires internes de la nation, et rappela son représentant diplomatique de la capitale éthiopienne. Par la suite, les autorités somaliennes exprimèrent leur ferme intention d’exiger le retrait des forces éthiopiennes de la Somalie d’ici janvier 2025. Toutefois, il demeure incertain que cette exigence puisse être véritablement appliquée, eu égard à la présence pérenne des troupes éthiopiennes dans plusieurs régions stratégiques telles que Gedo, Hiraan, Bay et Bakool. À l’heure actuelle, environ dix mille soldats éthiopiens sont stationnés en Somalie. 
En l'an 2023, les forces du SSC-Khatumo entreprirent un soulèvement dans la ville de Las Anod afin d'expulser les troupes du Somaliland et de réintégrer la région au sein de la Somalie. Après une défaite notable survenue en août 2023, le Somaliland se résigna à un retrait stratégique, établissant une ligne de front s'étendant sur une distance de cent kilomètres à partir de Las Anod d'ici août 2024, marquée par une impasse militaire persistante. En 2024, la montée en puissance de l'entraînement des unités du Somaliland sur le sol éthiopien nourrît des spéculations, selon lesquelles le président du Somaliland, Muse Bihi, pourrait envisager une nouvelle offensive, dans l'intention de reconquérir le territoire perdu au profit de la SSC. 
En réponse aux démarches entreprises par l’Éthiopie en vue d'établir une base navale et de reconnaître le Somaliland, la Somalie, dans un contexte de tensions croissantes, s’est progressivement orientée vers l’Égypte. En août 2024, le gouvernement somalien annonça qu’en janvier 2025, l’armée égyptienne remplacerait les troupes éthiopiennes actuellement déployées au sein de la force de l’Union africaine en Somalie, en y envoyant un contingent de 10 000 soldats. Les autorités égyptiennes, pour leur part, précisaient qu'elles fourniraient également des armements, parmi lesquels des véhicules blindés, de l’artillerie, des radars et des drones, dans le cadre d’un accord de défense bilatéral. À la fin du mois d’août, l’Égypte entreprit d’acheminer vers la Somalie des munitions et des armes. La réaction ne se fit pas attendre : le ministère éthiopien des Affaires étrangères avertit qu’il ne resterait point inactif face aux initiatives d’acteurs extérieurs susceptibles de déstabiliser la région. Cette montée en puissance des tensions alimenta les craintes d’un affrontement interétatique majeur au cœur de la Corne de l'Afrique.
Selon une analyse effectuée par Critical Threats, la transition de la mission de maintien de la paix de l'Union africaine à la fin de l'année 2024 pourrait bien constituer un facteur déclencheur d'un affrontement militaire entre les forces égyptiennes et somaliennes d'une part, et les troupes éthiopiennes ou leurs alliés d'autre part. Au mois d'août, un renforcement notable des forces armées de l'Éthiopie, sous l'égide de l'Armée nationale de défense d'Éthiopie (ENDF), fut observé dans la région de l'Ogaden. Le 7 septembre, des contingents militaires et des véhicules blindés commencèrent à se déployer en direction de la frontière somalienne. Le 9 septembre, lors d'une rencontre organisée par les autorités somaliennes à Mogadiscio, des érudits religieux appelèrent publiquement à la modération, face à l'escalade du conflit entre la Somalie et l'Éthiopie. Le lendemain, 10 septembre, les forces armées éthiopiennes prirent le contrôle des aéroports de la région somalienne de Gedo, notamment ceux de Luuq, Dolow, Bardhere et Garbahare, tous jugés d'une importance stratégique. Cette opération sembla être motivée par l'objectif d'empêcher un déploiement militaire égyptien ultérieur dans la région. En réponse à ces manœuvres, le président somalien, Hassan Sheikh Mohamud, accusa l'Éthiopie de mener une campagne de "sabotage" contre la Somalie. Enfin, en octobre 2024, la Somalie prit la décision d'expulser un diplomate éthiopien, après des accusations d'ingérence dans les affaires intérieures du pays,.  
L'expansion de l'Éthiopie vers la mer aurait poussé des milliers d'individus, dont nombre de ceux originaires du nord de la Somalie, à rallier les rangs d'Al-Shabaab, cette organisation se présentant comme le défenseur des intérêts nationaux somaliens. Au début du mois de novembre 2024, Cheikh Ahmad Omar, le chef d'Al-Shabaab, prononça un discours d'une durée de quarante-cinq minutes, dans lequel il dénonçait l'aspiration de l'Éthiopie à établir un accès maritime aux côtes somaliennes. Il affirmait que l'Éthiopie se trouvait dans les derniers stades de la prise de contrôle des eaux somaliennes. Dans ses propos, Ubeida appela à la destitution du président somalien Hassan Sheikh et d'autres dirigeants régionaux, les accusant de favoriser l'influence éthiopienne dans des cités telles que Mogadiscio, Baidoa, Garowe et Hargeisa. Il soutenait que ces dirigeants avaient explicitement reconnu la prétention de l'Éthiopie sur la région somalienne de l'Ogaden. En conclusion, il incita la jeunesse de la Corne de l'Afrique à se joindre à Al-Shabaab, afin de prendre les armes contre l'Éthiopie.